# 키르자치

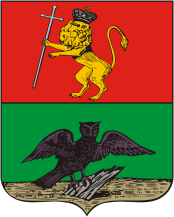
시 문장

키르자치(러시아어: Киржа́ч)는 러시아 블라디미르주 서부에 위치한 도시로, 인구는 22,704명(2002년 기준)이다. 블라디미르(블라디미르 주의 주도)에서 서쪽으로 125km, 알렉산드로프에서 남쪽으로 29km 정도 떨어진 곳에 위치한다.
14세기 수태고지 수도원에 속해 있는 슬로보다가 들어서면서 신설되었다. 1764년 수도원이 해체되었고 1778년 주위에 있던 슬로보다가 시로 승격되었다. 블라디미르 주의 다른 도시들과 함께 섬유 산업 도시로 발전했다.